# تنام أحمر الأجنحة
تنام أحمر الأجنحة (الاسم العلمي: Rhynchotus rufescens) هو نوع من الطيور يتبع جنس التنام منقاري من فصيلة التنامية.